# حسین حسینی (بازیکن فوتبال، زاده ۱۳۴۹)
حسین حسینی (زادهٔ ۲ اکتبر ۱۹۷۰) بازیکن فوتبال اهل ایران است.
از باشگاه‌هایی که در آن بازی کرده‌است می‌توان به باشگاه فوتبال ابومسلم خراسان اشاره کرد.
وی همچنین در تیم ملی فوتسال ایران بازی کرده است.